# غوتليب ايمانويل فون هالر
غوتليب ايمانويل فون هالر هو مؤرخ وكاتب وعالم نبات سويسري، ولد في 17 أكتوبر 1735 في برن في سويسرا، وتوفي بنفس المكان في 9 أبريل 1786.